# Margaritopsis paupertina
Margaritopsis paupertina är en måreväxtart som först beskrevs av Paul Carpenter Standley och Julian Alfred Steyermark, och fick sitt nu gällande namn av Charlotte M. Taylor. Margaritopsis paupertina ingår i släktet Margaritopsis och familjen måreväxter. Inga underarter finns listade i Catalogue of Life.